# توسوفلوكساسين
توسوفلوكساسين Tosufloxacin هو مضاد حيوي من زمرة الفلوروكوينولون الجيل الثالث. الاسم التجاري في اليابان Ozex.

## الاستخدام الطبي
فعال ضد الجراثيم إيجابية الغرام، وسلبية الغرام الهوائية، والجراثيم اللاهوائية، والكلاميديا تراخوما.

## الخواص

### الصفات الفيزيائية
بللورات صلبة بيضاء مصفرة. قليل الذوبان في الماء.

### الصيغة الكيميائية
C19H15F3N4O3

### الوزن الجزيئ
404.34 جم / مول

## آلية العمل
يعمل على تثبيط أنزيم الدنا جيراز (التوبوإيزوميراز) اللازم لتضاعف الحامض النووي - DNA الجرثومي.

## الآثار الجانبية
- التهاب الكلية الحاد.
- سمية كبدية.
- نقص صفائح الدم الحاد.